# Łukasz Perłowski
Łukasz Perłowski (Strzyżów, 3 aprile 1984) è un pallavolista polacco.
Gioca nel ruolo di centrale nell'Asseco Resovia.

## Carriera
La carriera di Łukasz Perłowski inizia nel club della sua città natale, il Miejski Klub Sportowy Wisłok Strzyżów, dove milita fino al 2004. Nella stagione 2004-05 approda all'Akademicki Klub Sportowy Rzeszów, due anni più tardi rinominato Asseco Resovia, club nel quale esordisce nel massimo campionato polacco con cui si aggiudica tre scudetti e la Supercoppa polacca 2013; tra il 2007 ed il 2014 inoltre ottiene qualche sporadica presenza nella nazionale polacca.
Dopo dieci stagioni, nella stagione 2016-17 passa alla neopromossa formazione dell'Espadon Szczecin, per poi ritornare nell'annata successiva al club di Rzeszów, sempre in PlusLiga.

## Palmarès

### Club
- Campionato polacco: 3

2011-12, 2012-13, 2014-15
- Supercoppa polacca: 1

2013